# Nattmara (film)
För andra betydelser, se Nattmara (olika betydelser).
Nattmara är en svensk dramafilm från 1965 i regi av Arne Mattsson. 
Filmen premiärvisades 20 december 1965 på biograf Spegeln i Stockholm. Den spelades in i Filmstaden Råsunda av Max Wilén.                      

## Roller i urval
- Ulla Jacobsson - Maj Berg, chef för Modeateljén
- Gunnar Hellström - Per Berg, disponent, hennes man
- Sven Lindberg - Peter Storm, kriminalkommissarie
- Mimi Pollak - Anna Söderblom, delägare i Modeateljén
- Mona Malm - Pia Bolt, tecknare på Modeateljén
- Tord Peterson - Max Eriksson-Berg, "Stryparen"
- Ingrid Backlin - Elsa Johansson, sömmerska
- Christina Carlwind - Eva Jansson, första mordoffret
- Rune Halvarsson - Erik Boman, Storms assistent
- Marianne Karlbeck - Berta Larsson, tillskärare
- Birger Lensander - Vaktmästaren på Svenska Dagbladet
- Barbro Nordin - Fru Lundgren, annonsmottagare
- Helena Reuterblad - Siv Lundström, sömmerska
- Hans Bendrik - Karl Svensson, portvakt
- Inger Juel - Fru Svanström, kund på Modeateljén

## DVD
Filmen gavs ut på DVD 2016.